# Halmahera
Halmahera je sedmý největší ostrov Indonésie. Nachází se v severní části souostroví Moluky ve východní části státu. Je součástí provincie Severní Moluky.

## Geografie
Halmahera je členitý ostrov s hluboko zakrojenými zálivy a hornatým povrchem, několik vrcholů je aktivními vulkány. Jeden z nich, Gamkonora, je s výškou 1635 m nejvyšším bodem ostrova. V severní části ostrova se nachází vulkanický komplex Dukono, který patří mezi nejaktivnější indonéské sopky.

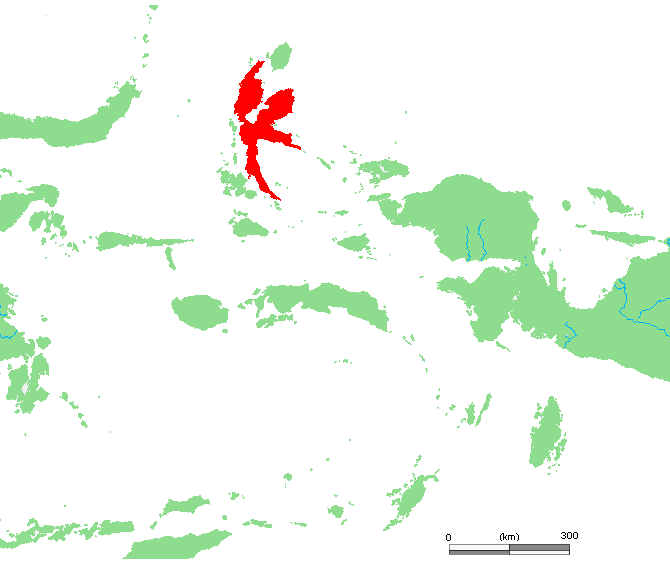
Poloha Halmahery mezi okolními indonésmými ostrovy

Halmahera je největší z Moluckých ostrovů, mezi blízké ostrovy patří mimo jiné Morotai na severu a Obi a Bacan na jihu. Jižní poloostrov Halmahery protíná rovník.

## Obyvatelstvo
Většinu obyvatelstva tvoří malajské a papuánské národy. Ostrov je řídce zalidněn, největší město Tobelo na severním poloostrově má kolem 15 000 obyvatel. 
Mnohem vyšší hustota osídlení je za západně ležících ostrůvcích Ternate a Tidore, na nichž se rozkládají stejnojmenná větší města. I když Halmahera v rámci provincie Severní Moluky není místem, kde se soustřeďuje většina populace, nachází se zde od srpna 2010 hlavní město této provincie, Sofifi.
Hlavními nábeženstvími, které vyznávají místní obyvatelé, jsou islám a křesťanství.

## Hospodářství

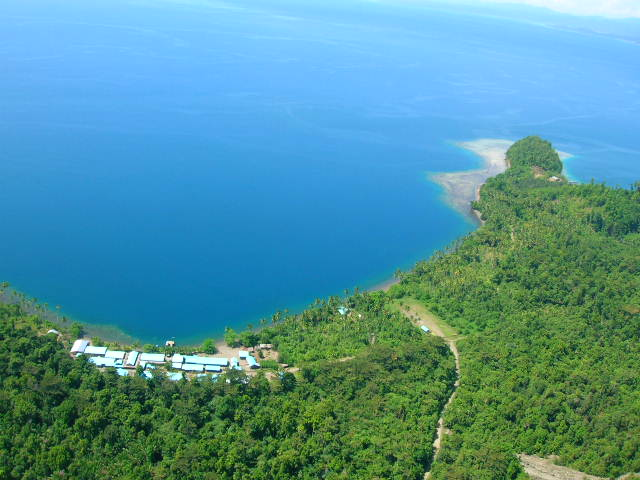
Těžba niklu v oblasti mysu Tanjung Ulie

Velký význam má zemědělství, kromě tradičního koření se pěstuje například rýže, kávovník, kakao a cukrová třtina. Mezi těžené nerostné suroviny patří například zlato, nikl a kobalt, těžební společnosti se však dostávají do konfliktů s místními obyvateli.